# Marilleva (železniční zastávka)
Marilleva je železniční zastávka v obci Marilleva 900 v provincii Trento. 
Stanice je navštěvována zejména lyžaři a milovníky hor, protože přímo před stanicí je nástupní stanice lyžařského vleku, který umožňuje přístup do lyžařského střediska Marilleva 1400, kde je mnoho hotelů.  Stanici spravuje společnost Trentino Trasporti. 

## Historie
Stanice byla slavnostně otevřena 5. května 2003 otevřením úseku mezi Malé a Marillevou. 

## Konstrukce a zařízení
Nástupiště je zastřešeno dlouhým vlnitým dřevěným přístřeškem. Stanice je přístupná pro osoby se zdravotním postižením díky výtahu, který vám umožní vyhnout se schodům vedoucím z nástupiště do budovy pro cestující, která se skládá ze dvou pater, z nichž pouze první je určeno pro cestující.